# Ласри, Йехиэль
Йехиэль Ласри (ивр. יחיאל לסרי‎, род. 21 августа 1957 года, Марокко) — мэр города Ашдод, депутат кнессета 15 созыва от «Партии Центра», затем от партии Ликуд.

## Биография
Изучал медицину в университете им. Бен-Гуриона в Беэр-Шеве. Был направлен на службу в военно-морском флоте, стал офицером и главным врачом Израильского флота. Подполковник запаса ЦАХАЛа.
Выйдя в отставку, работал заместителем заведующего отделением внутренних болезней больницы Каплан, возглавлял клинику по лечению больных СПИДом этой же больницы.
С 2001 по 2003 год депутат кнессета 15 созыва от «Партии Центра», заменив на этой должности вышедшего в отставку Ицхака Мордехая. Позднее, после распада партии, присоединился к «Ликуду». Был избран заместителем председателя кнессета, а также работал в комиссии кнессета по труду, социальному обеспечению и здравоохранению, комиссии по образованию и культуре, финансовой комиссии, и был членом парламентской комиссии по расследованию социальных разрывов в Израиле.
В 2003-м Ласри был избран первым заместителем мэра Ашдода, председателем городской финансовой комиссии, председателем совета директоров городской Компании по культуре, председателем совета директоров городского Управления по борьбе с насилием и наркотиками, председателем комиссии по подготовке к чрезвычайным ситуациям. Продолжая занимать все эти должности, Йехиэль Ласри возглавил Штаб по борьбе за строительство больницы в Ашдоде .
В 2008-м году был избран мэром города Ашдод, получив 56 процентов голосов. Цви Цилькер, ранее занимавший этот пост на протяжении 19 лет, набрал 44 процента. Во главе списка «Ашдод бе-Тнуфа» сумел сформировать коалицию, в которую вошли как представители ультрарелигиозных партий, так и представители русскоязычного населения.
В 2013 был переизбран, набрав более 51 процента.
В 2018 был переизбран, набрав 41,18 % голосов.

## Семья
У Ласри трое детей от его первой жены, Мириам, педагога по профессии, которая умерла в 2010 году. После смерти своей первой жены он женился на Ирит Алексанберг в 2017 году.